# 윌리엄 헐
윌리엄 헐(William Hull, 1753년 6월 24일 – 1825년 11월 29일)은 미국의 군인이자 정치인이다. 그는 미국 독립 전쟁에 참전을 했으며, 미시간 준주 주지사를 역임했고, 1812년 전쟁에는 장군으로 참전하여 영국군을 디트로이트 요새에서 항복시킨 것으로 가장 잘 기억되고 있다.

## 생애

### 초기
그는 코네티컷 더비에서 태어나 1772년 예일 대학교를 졸업하고, 코네티컷 리치필드에서 법을 공부하여 1775년 변호사 개업을 했다.

## 미국독립전쟁
미국 독립 전쟁이 발발하자, 헐은 현지 민병대에 입대를 하여 빠르게 대위로 승진하였고, 그후 소령, 중령으로 진급하였다. 그는 화이트 플레인즈 전투, 트렌턴 전투, 프린스턴 전투, 스틸워터 전투, 새러토가 전투, 스탠윅스 요새 전투, 몬머스 전투, 스토니포인트 전투에 참전을 했다. 그는 조지 워싱턴과 대륙 회의에서 그의 복무를 인정을 받았다. 헐은 네이던 헤일의 친구로 헤일의 목숨이 걸린 위험한 스파이 임무를 포기시켰다. 헐은 헤일의 유명한 마지막 말을 알리는데 충분한 역할을 했다.
“내 나라에 바칠 목숨이 하나뿐임을 통탄한다”
미국 독립 전쟁 이후, 그는 아내의 농장이 있는 매사추세츠 뉴턴으로 이주를 해서, 판사로 복무하고, 매사추세츠주 상원 의원을 지냈다.

## 미시간 준주
1805년 3월 22일, 토머스 제퍼슨 대통령은 그를 당시 신설된 미시건 준주의 주지사로 임명을 하고, 인디언 특사도 겸임시켰다. 디트로이트와 미실리매키냑 요새 주변 12개 지역을 제외하고는 대부분의 모든 영토가 인디언들의 수중에 있었기 때문에, 헐은 미국 개척민들이 사용할 인디언 땅을 점진적으로 사들이려는 목표를 세웠다. 그는 1807년에 오타와족, 치페와족, 와인도트족, 포타와토미 족들과 디트로이트 조약을 협상하였고, 그 조약으로 오늘 날의 미시건 남서부의 대부분을 미국에 할양할 수 있었다. 이러한 미국의 주거지를 확장시키려는 노력은 반감을 가져오기 시작했다. 특히 쇼니 족 지도자 테쿰세와 마찬가지로 쇼니족 예언자인 그의 형제 텐스콰타와는 토지가 넘어가는 것을 방지하기 위해 미국식 생활 양식에 대한 저항을 호소하고 다녔다.

## 읽어 보기
- Campbell, Maria Hull (1847), 《Revolutionary Services and Civil Life of General William Hull》, New York: D. Appleton & Co.
- Forbes, James G. (1814), 《Report of the Trial of Brig. General William Hull, Commanding the North-Western Army of the United States》, New York: Eastburn, Kirk, OCLC 4781638 (digital version contains both this document and Hull's Memoirs; the report of the trial begins at p. 240)
- Hull, William (1814), 《Defence of Brigadier General W. Hull: Delivered Before the General Court Martial》, Boston: Wells & Lilly, OCLC 2738191
- Hull, William (1824), 《Memoirs of the Campaign of the North Western army of the United States, A.D. 1812》, Boston: True & Greene, OCLC 11571681 (digital version contains both this document and Forbes' Report of the trial)
- Paine, Ralph D. (1920), 《The Fight for a Free Sea: A Chronicle of the War of 1812》, The Chronicles of America Series 17, Project Gutenberg, 2009년 1월 8일에 원본 문서에서 보존된 문서, 2013년 10월 26일에 확인함

| 새 칭호 공직 생성 | 미시간 준주지사 1805년 3월 22일 ~ 1813년 10월 29일 | 이후 루이스 캐스     |
| 새 칭호 부대 창설 | 북서부군 총사령관 1812년 5월 ~ 1812년 8월          | 이후 제임스 윈체스터 |